# Katarzyna Jaczynowska
Katarzyna Jaczynowska (ur. 23 marca 1872 w Szawlach, zm. 3 września 1920 w Warszawie) – polska pianistka i pedagog.
Urodziła się w Szawlach na Litwie. W 1893 roku uczęszczała do Konwersatorium Petersburskiego. Kontynuowała naukę u Antona Rubinsteina, który poświęcił jej jeden ze swoich nokturnów. Jaczynowska studiowała także u Teodora Leszetyckiego w Wiedniu. Nauczała w Instytucie Muzycznym Warszawskim.
Występowała w trio ze skrzypkiem Leopoldem Auerem i wiolonczelistą Aleksandrem Wierzbiłłowiczem, a także w zespołach kameralnych i często ze skrzypkiem Stanisławem Barcewiczem. Koncertowała w Rosji, Niemczech i Polsce. Jaczynowską chwalono za interpretacje utworów kompozytorów takich jak Chopin, Beethoven i Schumann. Uznano ją za jedną z najlepszych wykonawców Kwartetu fortepianowego d-moll Zygmunta Noskowskiego.
Zmarła w Warszawie w wieku 48 lat. Została pochowana na cmentarzu Powązkowskim w Warszawie (kwatera 101-6-17/18).

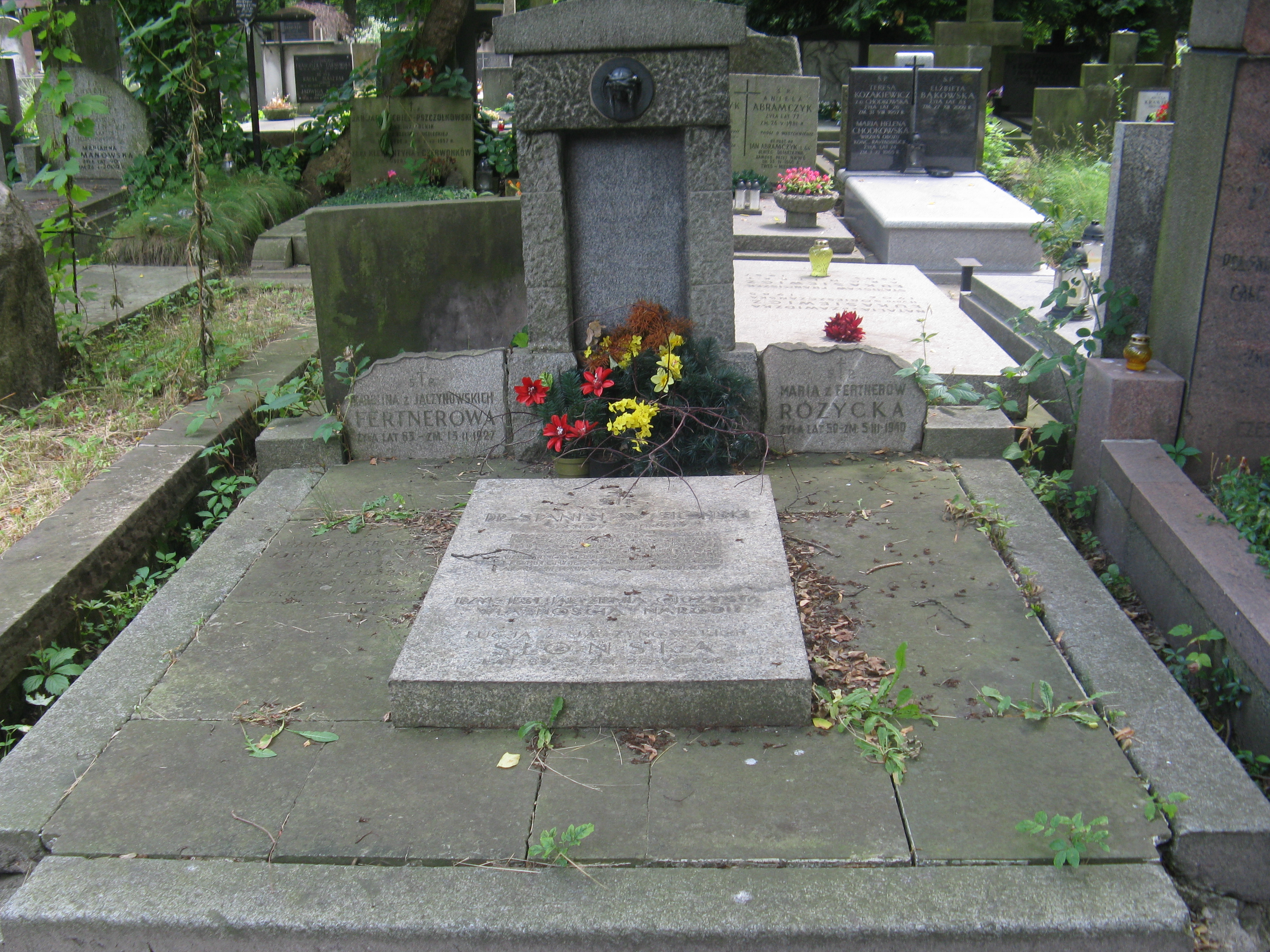
Grób Stanisława Słońskiego na cmentarzu Powązkowskim